# OL忠臣蔵
『OL忠臣蔵』(おーえるちゅうしんぐら)は1997年に公開された日本映画。
タイトルに「忠臣蔵」とあるが、江戸時代のものとは一切関係はない。

## 概要
M&Aの過程がわかりやすく描かれているが、「男社会の企業社会で奮闘するOL物語」とドッキングすることで、シリアスなものにならず痛快な活劇となっている。

## あらすじ
日本の中堅通販会社「オレンジハウス」に、アメリカ最大手の通販会社「JJドリーム」が提携を持ちかけてきた。先兵として提携先から有能な女性マネージャーが乗り込む。提携は無事成立したが、直後「JJドリーム」が倒産し、その煽りで「オレンジハウス」は株価暴落・経営陣入れ替え・リストラの大波乱に巻き込まれる。しかし、それらは「オレンジハウス」解体・売却を目論む陰謀だった。一連の陰謀を見抜いたOLたちが自分たちの会社を守るため、腑抜けな男たちを出し抜いて敵に敢然と立ち向かう。

## キャスト

### オレンジハウス
日本の通販会社
佐倉ふぶき
坂井真紀
商品企画部のデザイナー職だったが、クレーム処理担当のカスタマーサービス課に左遷された。
紅葉山綺麗
細川直美
秘書課。
花祭鯛子
中島ひろ子
総務部。インサイダー情報で自社株を大量購入し、株の暴落で大損する。
香車銀子
吉野公佳
配送センター契約社員。元ヤンキーのシングルマザー
小暮日向
奥山佳恵
カタログ編集。同僚のフィアンセ会田が学歴詐称で解雇される。
井戸端美和
井出薫
カスタマーサービス課。
塩嶋秀次郎
長門裕之
提携先破綻による株価暴落の責任を取らされ社長を解任される。
栗林重吉
小坂一也
専務。塩嶋の社長解任後社長に昇格する。
家永良明
江藤潤
常務。提携に反対の姿勢を取る。
多古裕次郎
山崎一
カスタマーサービス課課長。女性蔑視の姿勢だった。
大石亮子
中村久美
商品企画部課長
佐伯常務
大林丈史
石田哲雄
大河内浩
メインバンク「秀和銀行」支店長。
宗方総務部長
伊藤洋三郎
会田宏
見栄晴
社員
並樹史朗

### アメリカの企業乗っ取り屋
朝吹希里子
南果歩
通販会社「JJドリーム」代表取締役。JJドリームを計画倒産させ、オレンジハウスを解体・売却すべく様々な陰謀を駆使する。
アンディ
高杉亘
岩国正宗
斉木しげる
岩国の手下
瀬木一将、岩田清(現：岩田貴代志)

### その他
田辺志津代
草村礼子
ふぶきがクレーム処理で出逢った、オレンジハウスの商品のファンのおばあさん
白滝正彦
中島陽典
花祭鯛子の親戚の証券マン
賭場の親分
南州太郎
オレンジハウスの株主の一人
占い師
河原さぶ
諏訪太郎、森富士夫、林田河童、大森公民、佐藤恒治、伊藤幸純、松井紀美江、一宮里絵、日和佐裕子、あがりた亜紀、髙橋伸稔　ほか

## スタッフ
- 監督：原隆仁
- 企画・製作：鈴木光
- 脚本：神山由美子、長崎行男、真崎慎、原隆仁
- プロデューサー：青木勝彦、山本勉、三沢和子
- 撮影：浜田毅
- 美術：今村力
- 照明：渡辺三雄
- 助監督：鳥井邦男
- 音楽：大島ミチル
- 音楽プロデューサー：伊藤圭一
- 主題歌：平松愛理「それなりの明日」
- 技斗：高瀬将嗣
- カースタント：カースタントTAKA
- 装飾：東京美工
- 音響効果：東洋音響カモメ
- スタジオ：日活撮影所
- タイトル：マリンポスト
- 現像：IMAGICA
- 取材協力：浦山勇之輔(山一證券)
- 製作協力：トライアーツ
- 製作：光和インターナショナル
- 配給：松竹、松竹富士